# Museo civico di Sulmona
Il museo civico di Sulmona è il maggiore museo artistico-archeologico della Valle Peligna.
Le sale sono ospitate nei 10 locali del Complesso della Santissima Annunziata. Nelle prime 4 sale vi sono reperti archeologici di grande importanza e nell'ultima sala si possono ammirare i resti di una ricca domus romana. Le sale dalla 5 alla 10 ospitano la Pinacoteca, con opere che vanno dal XIII al XVIII secolo.
Tra le opere da segnalare quelle di Giovanni da Sulmona, il Maestro del Trittico di Beffi, Giuseppe Simonelli, Giuseppe Crescenzio, Giovanni Conca, Raffaello Mengs e inoltre oreficerie, tessuti, opere pittoriche di ignoti, opere scultoree del XV e XVI secolo, armadi e leggii lignei.
Negli stessi locali del palazzo sono ospitati il Museo dei Costumi Abruzzesi e Molisani, dal 1800 al 1900.

## Descrizione
Il museo è allestito dentro il palazzo, con l'ex ospedale della congrega della Santissima Annunziata, accanto alla chiesa. 

## Prima sezione: Museo archeologico

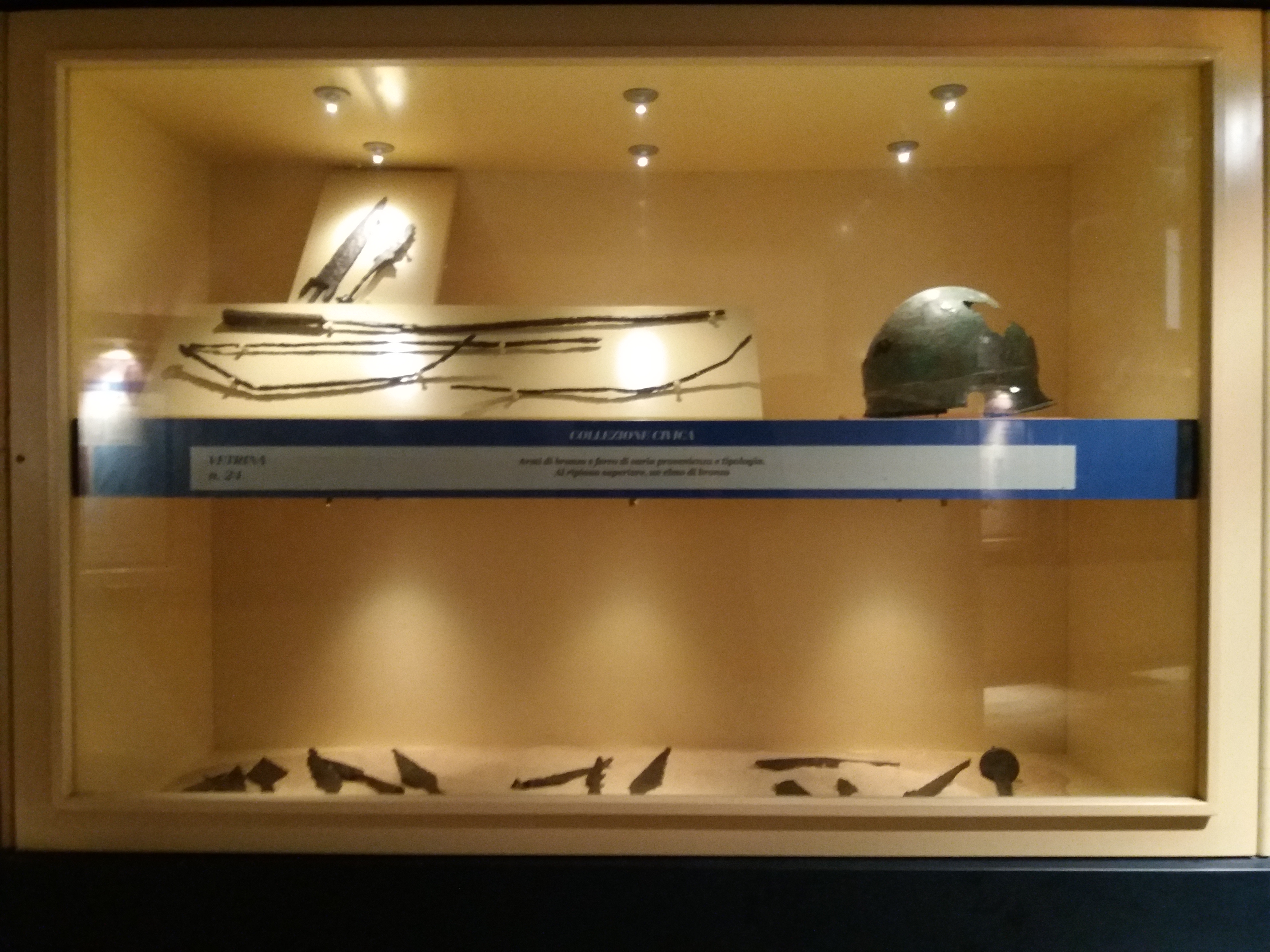
Armi in vetrina, sezione archeologica

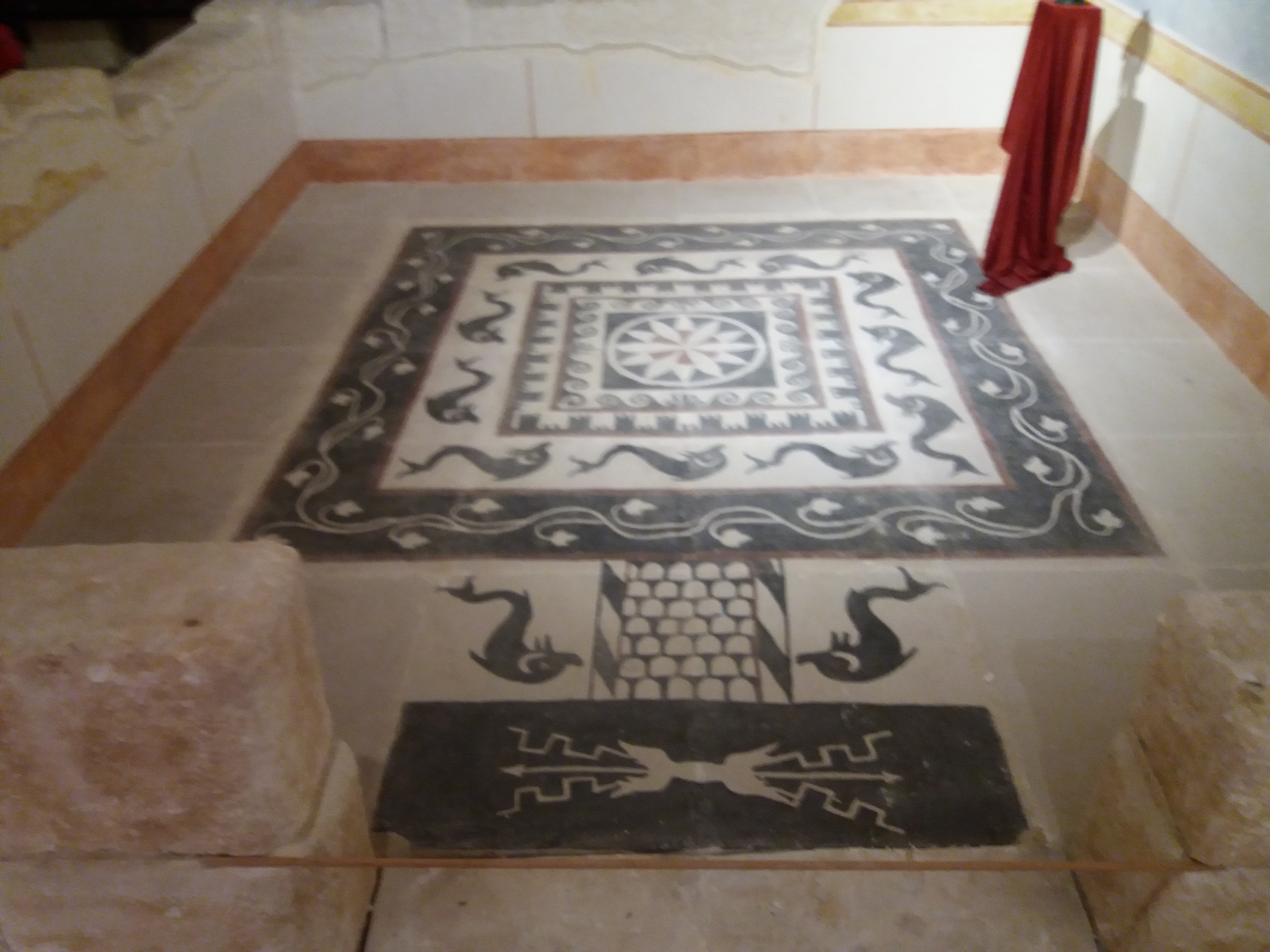
Mosaico pavimentale della domus romana del Palazzo Annunziata

La collezione storica è stata composta dal filologo sulmonese Antonio De Nino, alla fine dell'Ottocento.
Nel 2011, con la scoperta di nuovi materiali, la nuova sezione archeologica del circondario sulmonese è stata inaugurata. Il percorso archeologico affonda con i reperti le radici nel Paleolitico, passando poi al Neolitico, all'Età del Rame, del Bronzo e del Ferro. Dalla statuetta di Fonte San Callisto presso Popoli (PE) è l'elemento più antico, risalente al Neolitico. Successivamente vi sono materiali e monili per le celebrazioni funebri, rinvenute presso Navelli e l'altopiano delle Cinque Miglia. Molte statue votive sono state rinvenute invece, nel periodo italico (III secolo a.C) nei siti del tempio di Ercole Curino e a Ocriticum.
La sezione romana possiede monete italiche datate III secolo a.C del popolo peligno. Il territorio abruzzese è molto ben inquadrato nella Tabula Peutingeriana, proposta in una copia per descrivere il territorio sulmonese durante il dominio romano. Di interesse il Rilievo Dragonetti su un frammento funerario della gens Peticia. Segue una sala ricca di corredi funebri rinvenuti a Fonte d'Amore (IV secolo a.C). Lacerti di pietra e pavimenti delle antiche domus della città romana sono nella collezione De Nino. 

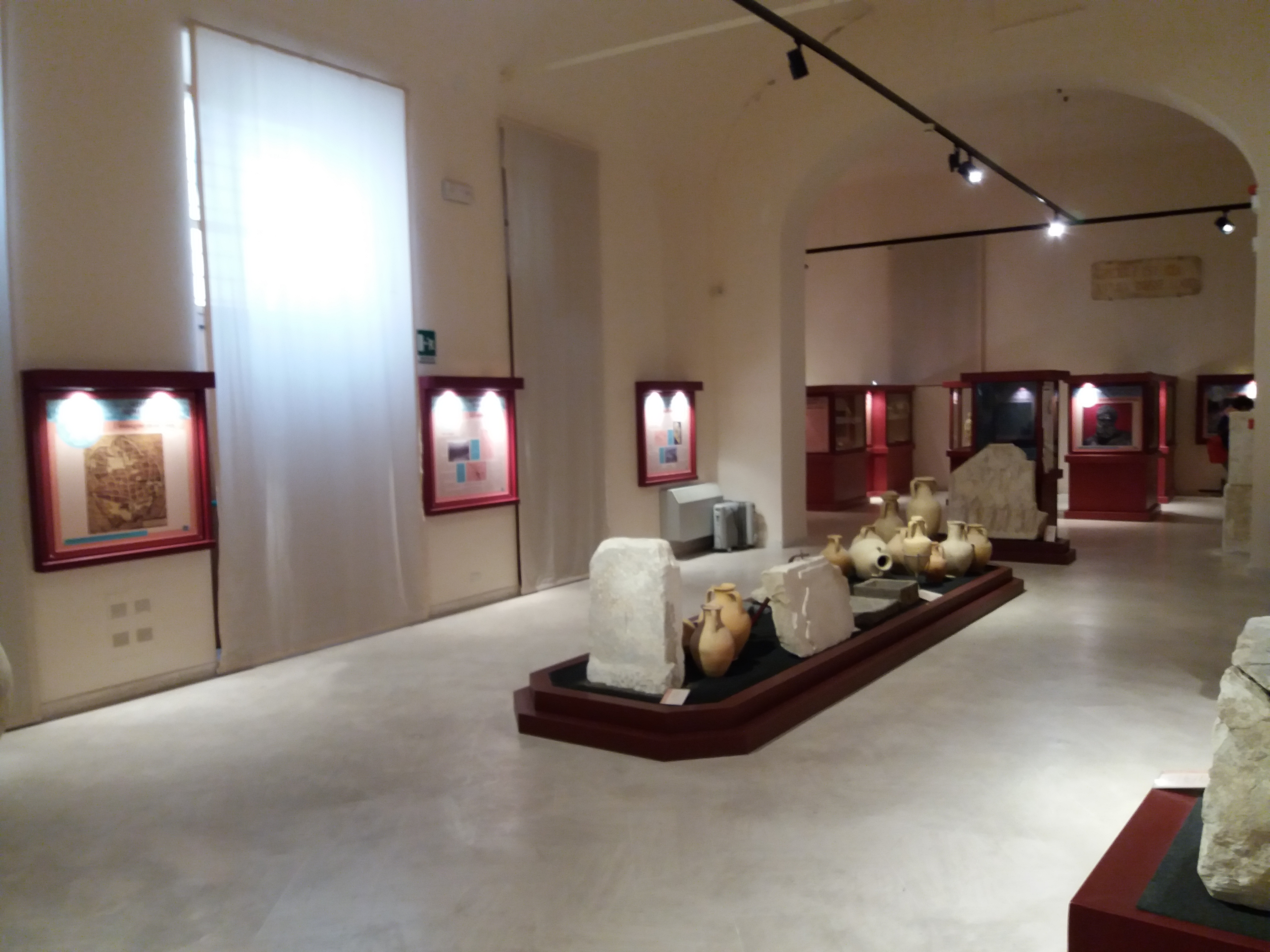
Una sala della sezione archeologica

La sezione di è arricchita di una nuova mostra che raccoglie alcuni oggetti di tre museo archeologici d'Abruzzo (Teramo, L'Aquila, Chieti), che testimoniano i contatti commerciali e  non solo tra la città e i popoli del resto del mondo; l'esempio più importante è il "rilievo Dragonetti", un frammento di monumento funerario del I secolo d.C., che ritrae un dromedario carico di vino, prodotto esportato verso l'Oriente, della gens Peticia. Non mancano tracce di diffusione dei culti nilotici nell'area, come alcuni bronzetto di Iside-Fortuna, e una lapide funebre dedicata a Ortensia Tartulla, sacerdotessa di Iside nel I secolo a.C.
Si conservano anche gli oggetti egizi della "collezione Pansa", che provengono dal mercato antiquario ottocentesco. Lo storico Giovanni Pansa a Sulmona raccolse centinaia di antichità, che passarono allo Stato nel 1954, esposte in maggior parte nel museo archeologico di Sulmona e di Villa Frigerj a Chieti. A Sulmona si conservano i 33 pezzi della vetrinetta dedicata all'egittomania, una serie di amuleti in faience che ritraggono gli dei Hathor, Anubi, Bes, Bastet, Shi, Tueris, e altri soggetti religiosi come il Sole nascente dal loto. In faience c'è anche un pendente con il trittico Iside-Horus-bambino Nefti, e tre piccole stele, e alcuni shabti e una statuetta di Iside "del Latte", che porge il seno a Horus.
Di interesse anche la "domus romana" rinvenuta sotto la basilica della Santissima Annunziata, e compresa nel percorso archeologico. Si trova presso il Museo Civico della Santissima Annunziata. Fu rinvenuta nel 1991, e risale al II secolo d.C.: l'ambiente si identifica attorno allo spazio meglio conservato dell'impluvium, sopra cui furono costruite le strutture medievali. Notevoli sono degli affreschi del terzo stile pompeiano, ritraenti la Hierogamia tra Dioniso e Arianna, e la disputa di Eros e Pan. Tale domus è stata inclusa nella sezione "Archeologica" dei Musei Civici.

## Seconda sezione: Medioevo ed Età moderna
Le 5 sale sono precedute dalla scala del Cavaliere, dove vi è un'armatura originale della Giostra cavalleresca sulmonese. Successivamente nelle sale sono esposti vari parametri liturgici e una testa coronata di Ovidio. Poi statue di San Celestino V e Santa Caterina in estasi del tardo gotico.
Il '400 abruzzese è rappresentato dal Trittico di Beffi del 1435, opere di Silvestro dell'Aquila, la Cappella Caldora con il Dittico di Sant'Onofrio e la Maddalena presso il Crocifisso. La Sala degli Affreschi offre la famosa "Vetrina dell'Orefice", e statue lignee del XV-XVII secolo. Di produzione napoletana il Tesoro della Casa Santa Annunziata (XVI secolo). La Sala dei Catasti custodisce volumi manoscritti con un catasto onciario tra questi, del 1376. Vi è anche un leggio in noce della chiesa di Santa Chiara. Ritratti di abati e cori lignei invece provengono dalla Badia Morronese. Della Sala Celestina sono i dipinti di San Benedetto che scrive la regola e l'Apoteosi di San Pietro Celestino di Giovanni Conca.

## Terza sezione: Museo del costume locale d'Abruzzo e Molise

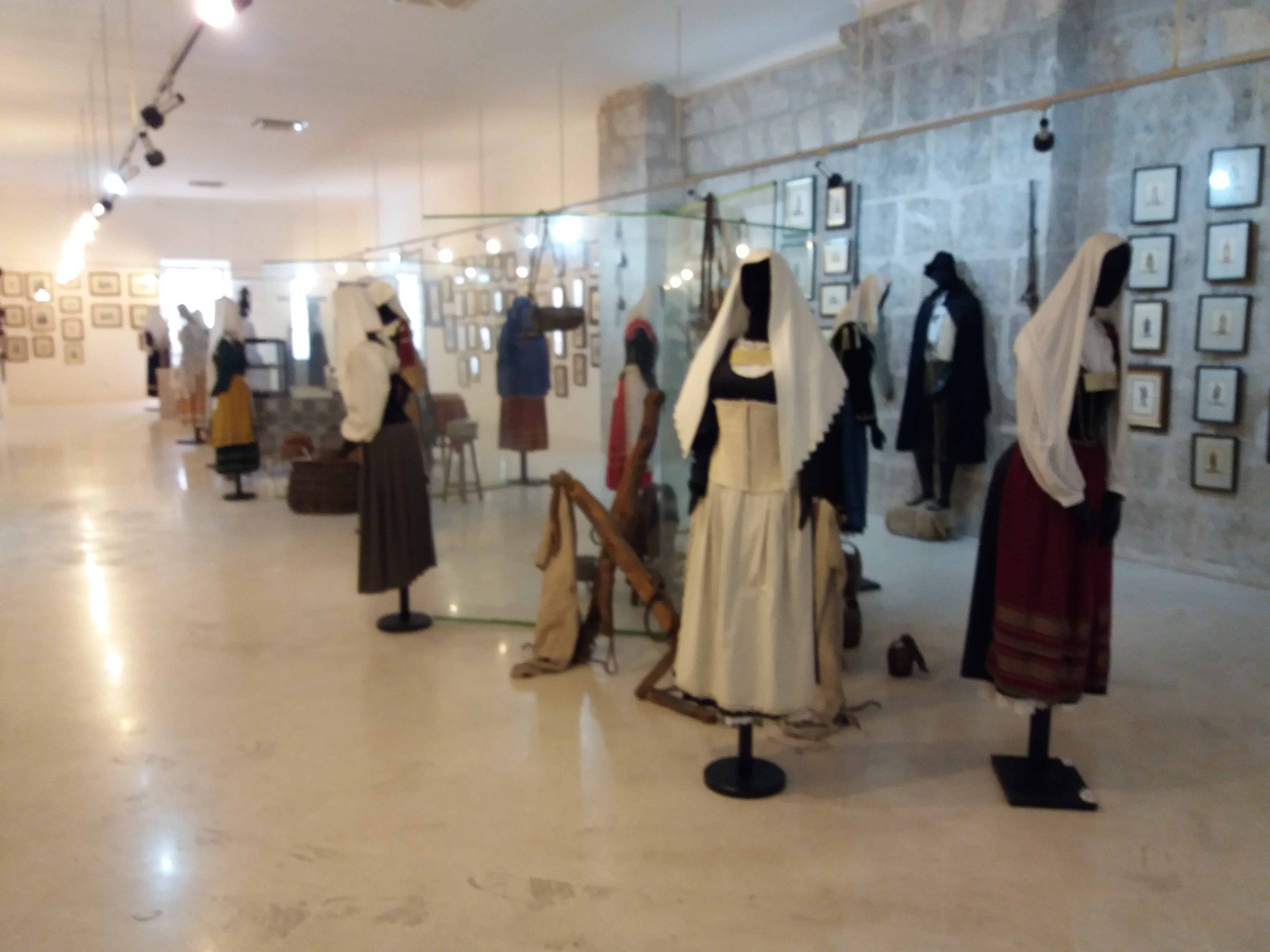
Costumi femminili nel Museo civico di Sulmona

Ospitato nel Palazzo della Casa della Santissima Annunziata sul Corso Ovidio, conserva circa 160 stampe settecentesche della collezione Accardo (1790) con riproduzioni del costume popolare abruzzese maschile e femminile per comune o villaggio. Nella seconda metà del Settecento re Ferdinando IV di Napoli ordinò la rilevazione dei costumi tradizionali per regione del regno tutto, per realizzare la sua personale Real Fabbrica di Porcellane (1771) con i disegni dei costumi. In Abruzzo il lavoro andò avanti dal 1790 al '93, ma vennero realizzate anche incisioni, xilografie, litografie, acquarelli, molti dei quali ospitati nel museo di Sulmona. La più antica raccolta di stampe riguarda le n. 1-2: Pastore e donna d'Isernia (1791-90), mentre l'ultima opera in ordine cronologico è il disegno di Francesco Paolo Michetti della donna in costume di Pietraferrazzana (CH).
Oltre ai disegni, si conservano dei manichini con i costumi tipici, in gran parte ricostruzioni filologiche, ad eccezione degli esemplari di Scanno e Pettorano, in cui sono evidenti le differenze stilistiche, soprattutto tra i costumi delle genti di montagna (appunto questi due esemplari) e di quelle del mare e della collina: il panno di lana nero per attrarre i raggi del sole, usato nell'entroterra, non è rispettato dai costumi della costa, che hanno la lana a tinte chiare. Alla raccolta Fulgensi appartengono gli oggetti legati alla pastorizia, come la transumanza, bastoni con manico a uncino, ombrelli, fucili, strumenti tipici dei guardiani di pecore, ma anche campanacci, attrezzi per marchiare il gregge, corni per la polvere da sparo, lampade, bottiglie, scodelle.